# 大仙陵古墳

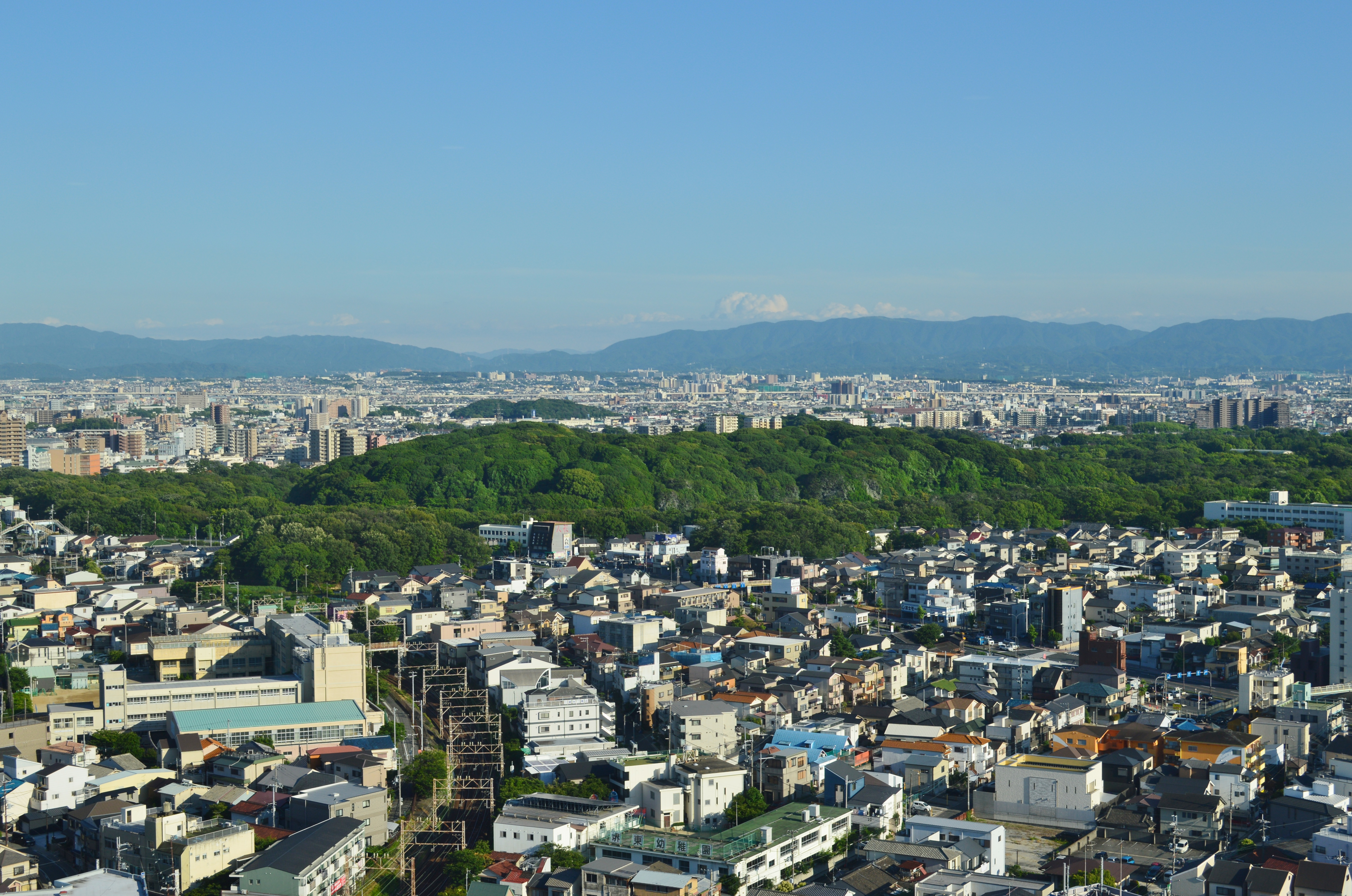
墳丘全景（左に後円部、右に前方部）堺市役所21F展望ロビーより。

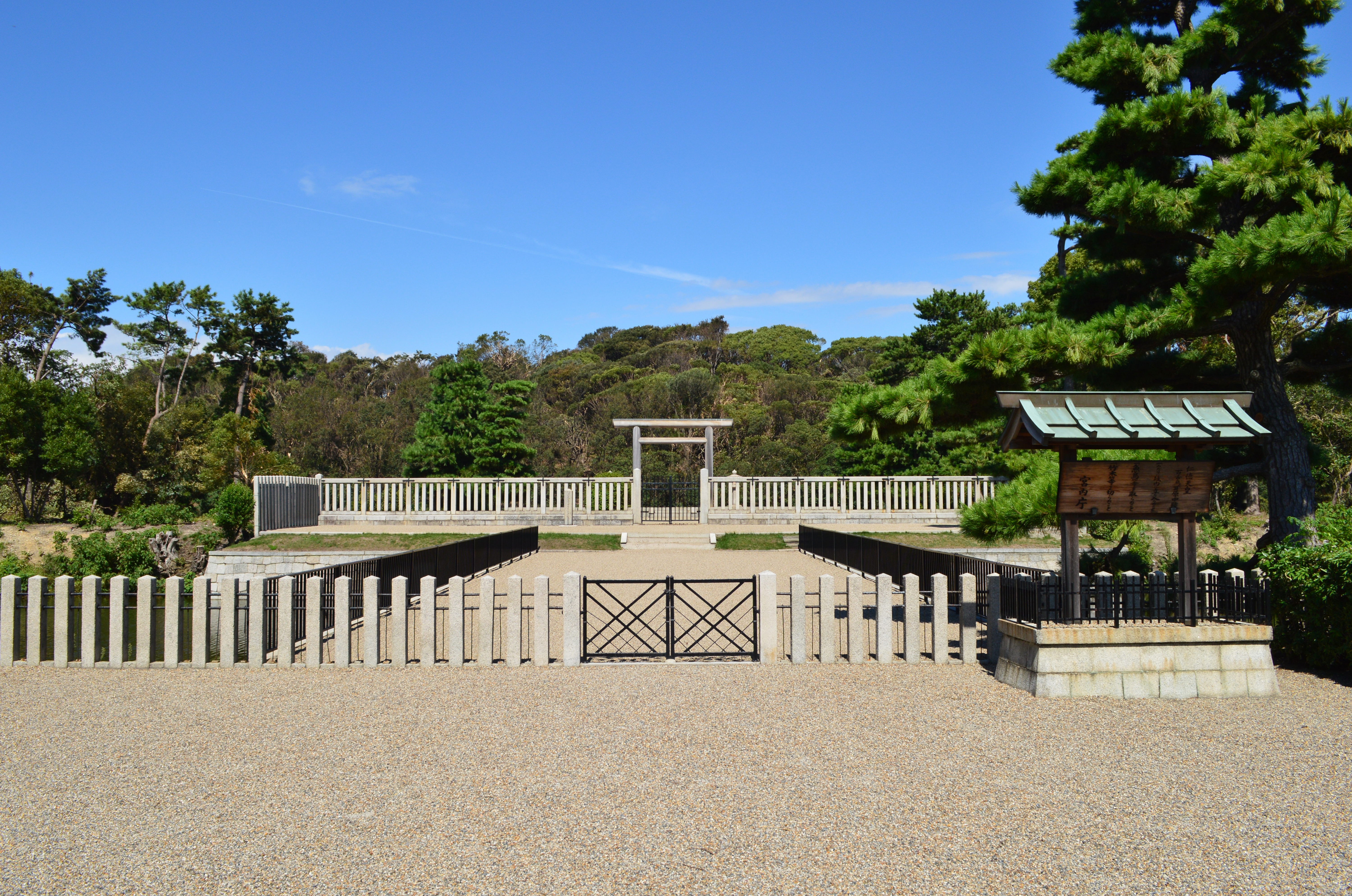
仁徳天皇百舌鳥耳原中陵 拝所

大仙陵古墳（だいせんりょうこふん）または大山古墳（だいせんこふん、大仙古墳）は、大阪府堺市堺区大仙町にある古墳、天皇陵。形状は前方後円墳。百舌鳥古墳群を構成する古墳の1つで、日本最大の古墳にして、世界最大級の墳墓である。
実際の被葬者は明らかでないが、宮内庁により百舌鳥耳原中陵（もずのみみはらのなかのみささぎ）として仁徳天皇の陵墓に治定されている。仁徳天皇陵（にんとくてんのうりょう）や仁徳陵古墳とも言う。
ユネスコは2019年7月6日、大仙陵古墳を含む「百舌鳥・古市古墳群」を世界文化遺産として登録することを決定した。

## 古墳の概要

### 築造時期
採集されている円筒埴輪や須恵器の特徴から5世紀前半から半ばに築造されたものと考えられている。前方部埋葬施設の副葬品は5世紀後期のものと考えられるが、前方部に存在する副次的な埋葬施設の年代として問題ないとされる。

#### 治定について
『記紀』・『延喜式』などの記述によれば、百舌鳥の地には仁徳天皇・履中天皇・反正天皇の3陵が築造されたことになっている。しかし、それぞれの3陵として現在宮内庁が治定している古墳は、考古学的には履中天皇陵（上石津ミサンザイ古墳）→仁徳天皇陵（大仙陵古墳）→反正天皇陵（田出井山古墳）の順で築造されたと想定されており、大きく矛盾が生じている。このことから、百舌鳥の巨大古墳の中で最も古く位置づけられる伝履中天皇陵を伝仁徳天皇陵にあてる見解もある。しかし、この場合は後述（#延喜式）する『延喜式』の記述と大きく食い違うことになる。

### 規模
大仙陵古墳の規模について、堺市の公式サイトでは以下の数値を公表している。ここでは「 -> 」の後に 2018年4月12日宮内庁の三次元測量調査による修正値を記載する。
- 古墳最大長：840メートル
- 古墳最大幅：654メートル
- 墳丘長：486メートル  -> 525.1メートル（一説には522メートル）
- 墳丘基底部の面積：103,410平方メートル  -> 121,380平方メートル
- 後円部 - 3段築成
  - 直径：249メートル  -> 286.33メートル
  - 高さ：35.8メートル  -> 39.8メートル
- 前方部 - 3段築成
  - 幅：307メートル  -> 347メートル
  - 長さ：237メートル  -> 257メートル
  - 高さ：33.9メートル  -> 37.9メートル

墳丘長は、第2位とされる大阪府羽曳野市の誉田御廟山古墳（応神天皇陵）の425メートルを上回り、日本最大である。墳丘本体の体積はコンピューター計算により164万立方メートルと、水面上の体積だけで誉田御廟山古墳の143万立方メートルを超えていることがわかった。525.1mと水中4mからは40メートル以上も全長が伸びて、水中からの体積は210万立方メートルにもおよび羽曳野市の誉田御廟山古墳（応神天皇陵）よりも体積もさらに大きくなる。誉田御廟山古墳（応神天皇陵）の体積143万立方メートルはカラの濠からの体積で変化はしない。底面積・表面積共に121,380平方メートルは誉田御廟山古墳よりもはるかに広くなる。宮内庁の調査は重要で考慮しておく必要がある。なお一重濠の下にはヘドロが水の2倍以上も堆積していて墳丘の裾はヘドロの中に食い込んでいて600ｍ以上ある可能性もある。体積は300万立方メートル以上と秦の始皇帝陵を超える体積の可能性もある。

### 墳形・周濠
前方部を南に向けた前方後円墳で、前方部と後円部のつなぎ目のくびれ部には左右に造出しを設けている。墳丘は3段からなるが墳丘には多くの谷があり、宮内庁所蔵の実測図でも墳丘の等高線の乱れが著しい。この谷の成因については自然崩壊のほかに、墳丘が未完成だったという説も提起されている。
現在墳丘は三重の周濠で囲まれているが、江戸時代の元禄年間に当時の堺奉行所の指示で最外部の濠は一部を除いて畑地に開墾され、ほぼ二重濠のような見かけになっていた。江戸時代の絵図『舳松領絵図 上』に三重目の濠の南西角周辺が残存した姿が描かれており、また残存部以外でも農地の地割に濠の痕跡が認められるため、濠は元々は三重であったと考えられる。現在の三重目の濠は埋没部分を1896年（明治29年）に掘り直し、復元されたものである。明治政府によって行われた再掘削工事によって濠が築造時通りに復元されたかは疑問が残る。
周濠は内側から第1堤、第2堤と呼ばれており、2021年には第1堤の幅約2メートルの上端両側に、直径30～35センチの円筒埴輪を繋げて並べた列が発見され、この2列が第1堤を1周していたと推定された。また貴人のかぶる笠を模した木製品を立てた跡らしきものも発見された。5世紀前半から中頃の築造と見られている。

### 外表施設
最近の発掘調査によると、前方後円墳の築造時には墳丘の斜面は葺石で覆われ墳頂部には円筒埴輪が並べられていたとされ、五色塚古墳などそのような外観で復元される古墳が多い。大仙陵古墳で明治維新の直前から現在まで研究者などの立ち入りが全く認められていないため外表施設について正確な情報はないが、上記の三重濠掘削の際に出土したと言われる女子人物頭部や馬の頭（以上は宮内庁所蔵）や、東側の造出しから多数の大甕の破片が出土したとされる。また江戸時代には住民の立ち入りが認められていたため、この付近の庄屋であった南家の1795年の文書には「素焼ノ水瓶」（埴輪）が並んでいたことや「コロタ石」（葺石）が多いことが記されている。

### 埋葬施設
後円部は最も重要な人物が埋葬されるが、江戸時代には埋葬施設の一部が露出していた。江戸中期の1757年（宝暦7年）に書かれた「全堺詳志」には長さ318cm幅167cmの巨大な長持型石棺が認められ、しかも盗掘されている旨が書かれている。
前方部正面の二段目の斜面からも竪穴式石室が見つかっている。1872年（明治5年）に、風雨によって前方部前面の斜面が崩壊して埋葬施設が露出した。その際の発掘調査で石室と石棺が掘り出されている。残された絵図面によれば、その埋葬施設は長持形石棺を納めた竪穴式石槨で、東西に長さ3.6～3.9メートル、南北に幅2.4メートル。周りの壁は丸石（河原石）を積み上げ、その上を3枚の天上石で覆っている。

### 副葬品
後円部埋葬施設の副葬品は知られていないが、前方部の石室は1872年（明治5年）の発掘調査の際に、石棺の東側に「甲冑并硝子坏太刀金具ノ破裂等」が、石棺の北東に「金具存セザル鉄刀二十口斗」が発見されている。
- 甲冑は、眉庇付冑（まびさしつきかぶと）と短甲で、冑には鋲留めにされた金銅製の小札（こざね）と鉢の胴巻きに円形の垂れ飾りを下げ、眉庇に透かし彫りが施された豪華なもの。甲（よろい）は金銅製の横矧板（よこはぎいた）が鋲留めにされている。また、右の前胴が開閉するように脇に2個の蝶番を付けられており、これらの組合せは、当時の流行を表したものである。
- 鉄刀二十口は、把（つか）や鞘には金属製の装具のない簡略な外装の刀、ガラス坏（硝子坏）は、緑系のガラス壺と白ガラスの皿がセットになった品であったという。

なお、この調査では石棺の開封調査は行われていない。

#### ボストンの仁徳陵出土品
アメリカのボストン美術館に仁徳天皇陵出土とされている銅鏡や環頭大刀などが収蔵されている。これらの品は、1908年（明治41年）には既に博物館に所蔵されていたようで、梅原末治によって紹介されている。
- 鏡は細線式獣帯鏡で、青龍・白虎・玄武・朱雀などの霊獣を細線で表しており、後漢製の舶載鏡と推定される。しかし、百済の武寧王陵から同種の鏡が発掘され、中国の南朝での製品という可能性もある。また、この鏡は、百済王より七支刀と同時に奉られた七子鏡であるとする説もある。
- 大刀は、刀身が折れて欠失しており、長さ23センチの把（つか、柄）と環頭（柄頭）が残っている。環頭は鋳銅製、金鍍金で、環の内側には竜の頭部を表し、環には双竜を浮き彫りにしている。把には連続した三角形の中に禽獣を浮き彫りにした帯状の飾り金具を付けている。この類似品は朝鮮半島南部の新羅や任那の古墳から出土している。

宮内庁書陵部の研究によると、これらの出土品は、ボストン美術館中国・日本美術部勤務であった岡倉覚三（天心）により、1906年（明治39年）に京都で購入された可能性が高いという。また、実年代は「6世紀の第1四半期を中心とした時期」であり、古墳の築造時期とずれがあるという。

### 陪塚
陪塚は「ばいづか」と読み、陪冢（ばいちょう）ともいう。陪塚は近親者や従者を葬ったとされる大古墳の近くに存在する小さな古墳である。大仙陵古墳で宮内庁が指定・管理する陪塚は12基ある。坊主山（円墳、直径10m）、源衛門山（円墳、直径約40m）、大安寺山（円墳、直径55m）、茶山（円墳、直径55m）、永山（前方後円墳、墳丘長104m、周濠あり）、丸保山（帆立貝式、墳丘長87m、周濠あり）、菰山（帆立貝式、墳丘長36m、周濠あり）、樋の谷（円墳、直径47m）、銅亀山（方墳一辺26m）、狐山（円墳、直径23m）、竜佐山（帆立貝式、墳丘長67m、周濠あり）、孫太夫山（帆立貝式、墳丘長56m、周濠あり）である。しかし永山古墳は規模が大きく造出しを有する前方後円墳であること、坊主山は三重濠外縁から264mと遠いことから陪塚とは考えにくい。逆に坊主山より近くにありながら宮内庁が指定していない塚廻（円墳、直径35m）、鏡塚（直径15m）、夕雲一丁南（方墳）、収塚（帆立貝式）、昭和初年頃まで存在していた帆立貝式一基は陪塚の可能性が高い。以上により陪塚は15基あるとされている。

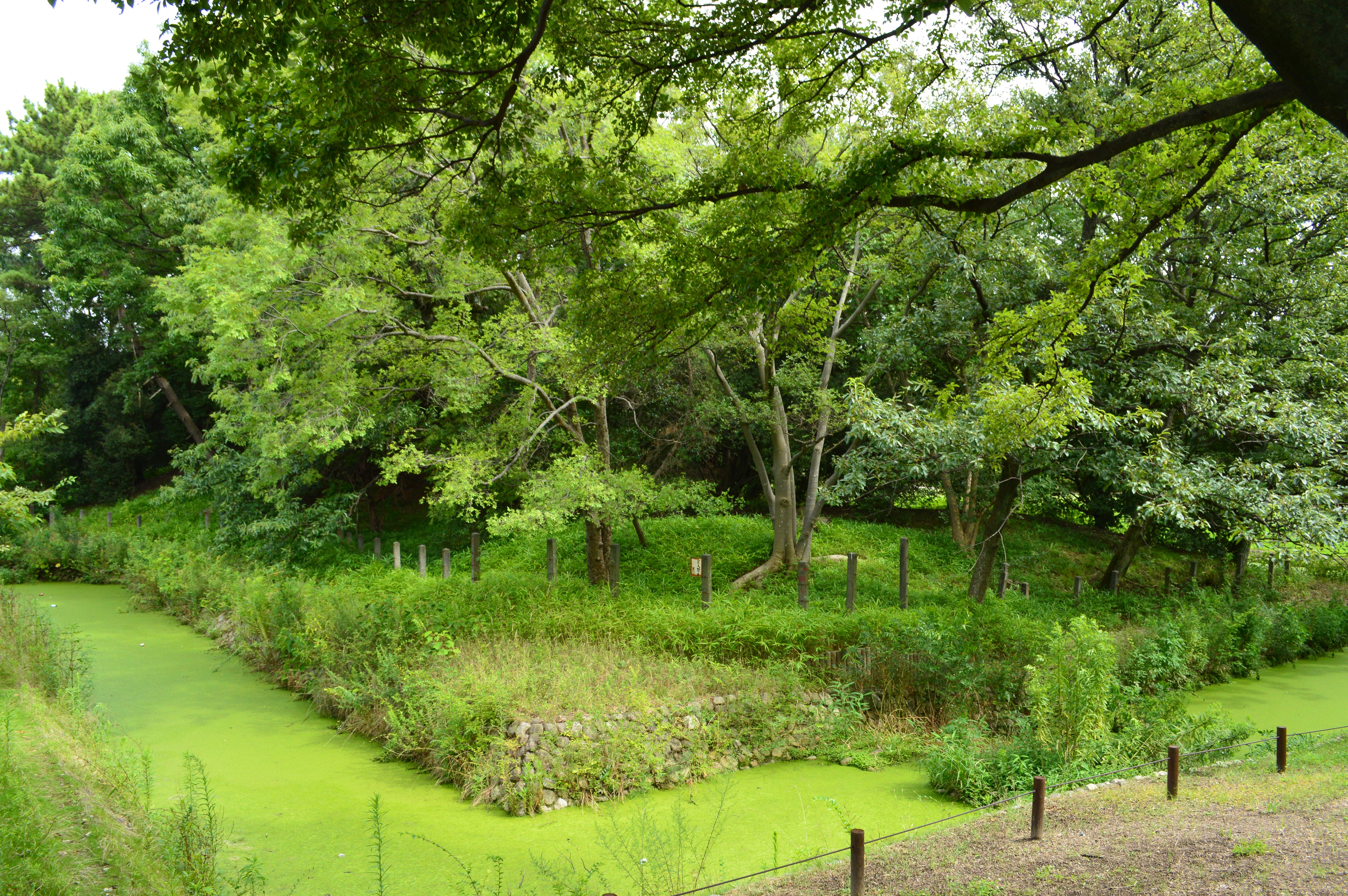
竜佐山古墳
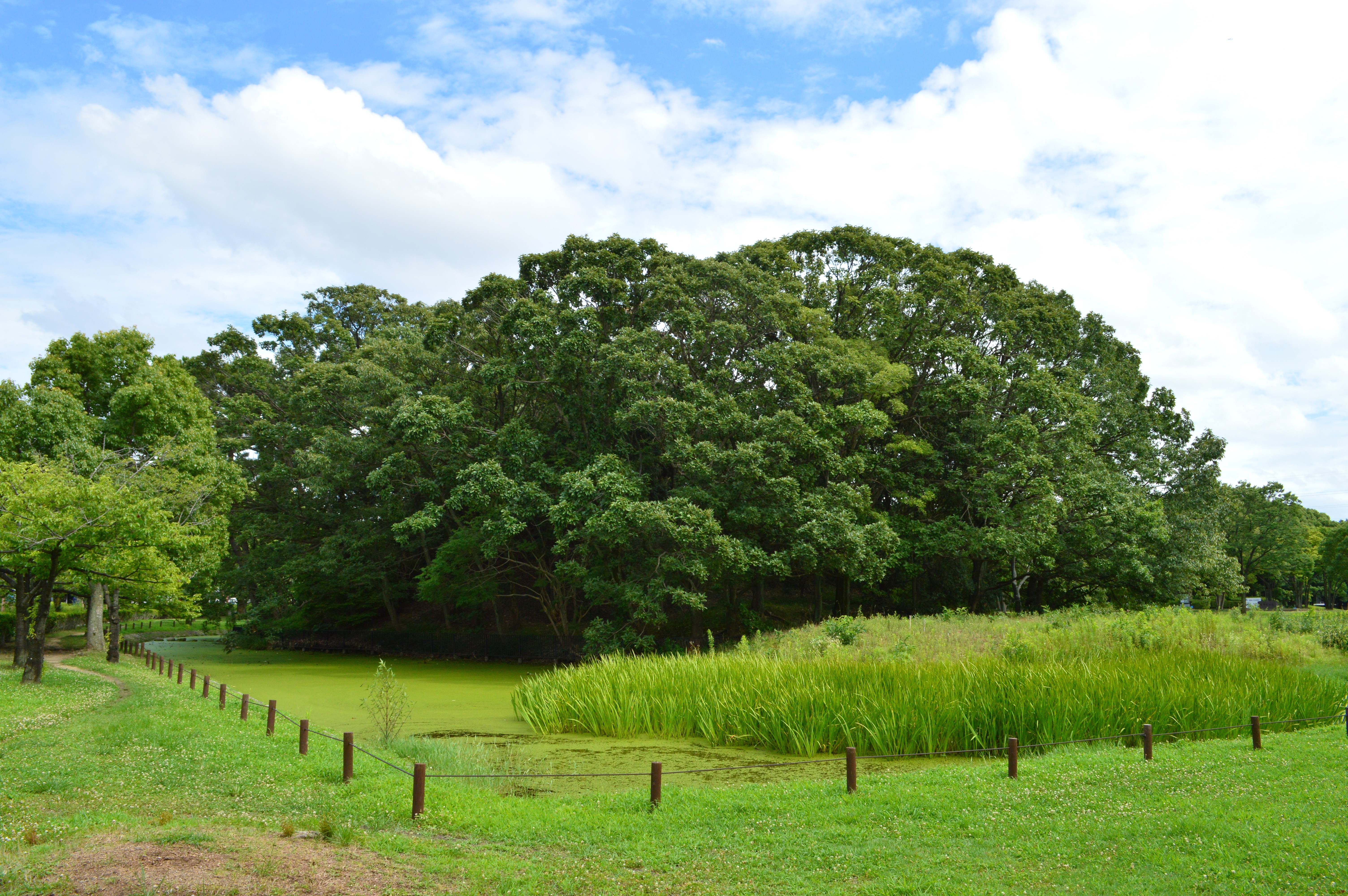
孫太夫山古墳
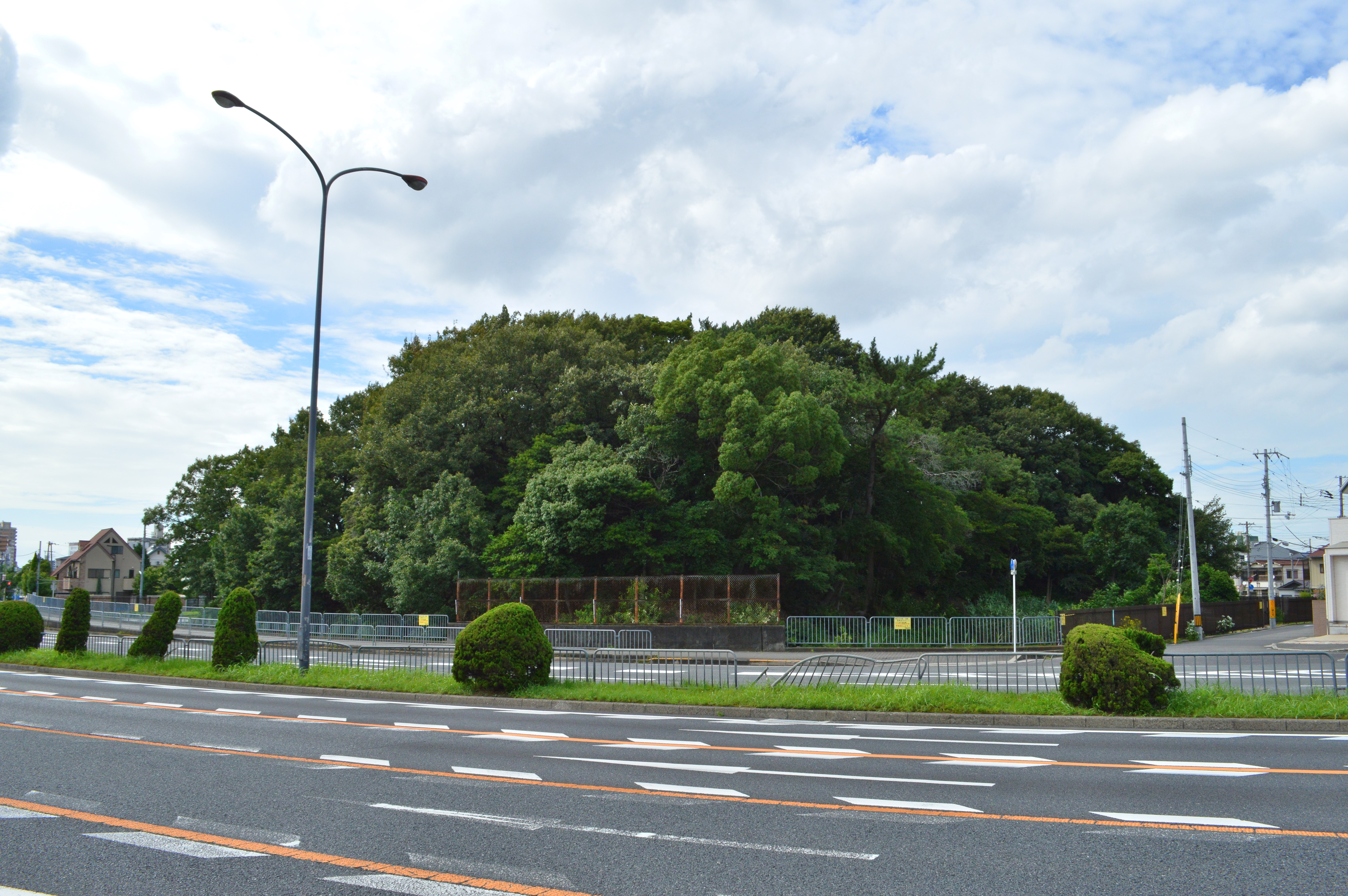
永山古墳

## 史料上の記述

### 『記紀』の記述
『古事記』では、オオサザキ（仁徳天皇）は83歳で崩御したといい、毛受之耳原（もずのみみはら）に陵墓があるとされる。『日本書紀』には、仁徳天皇は87年正月に崩御し、同年10月に百舌鳥野陵（もずののみささぎ）に葬られたとある。

### 延喜式
平安時代の法令集である『延喜式』には、仁徳天皇の陵は「百舌鳥耳原中陵」という名前で和泉国大鳥郡にあり、「兆域東西八町。南北八町。陵戸五烟。」と記述されている。なお、「兆域東西八町。南北八町。」という敷地が他の陵墓と比較すると群を抜いて広大であることから、ここに記される「百舌鳥耳原中陵」が当古墳を指していることは間違いないと考えられる。「中陵」というのは、この古墳の北と南にも大古墳があるからで、北側は反正陵、南側は履中陵であると記されている。

### 堺鏡
『堺鏡』（1684年（貞享元年））には豊臣秀吉が当古墳でしばしば猟を行っていたと記されている。また『堺鏡』には当古墳が「仁徳天皇陵」であると記されており、江戸時代には既に「仁徳天皇陵」として認識されており、現在でも近隣市民からは親しみをこめて「仁徳さん」と呼ばれている。また尊皇思想の高揚にあわせて整備や管理強化が度々行われている。1685年（貞享2年）に後円部の盗掘坑が埋め戻されたことを手始めに、元禄の修陵（1698年（元禄11年））で後円部墳頂に柵を設置。享保の修陵時（1722年（享保7年））には一重濠と二重濠の間の堤に番人小屋を設置。1853年（嘉永6年）には後円部に設置されていた勤番所を堤に移転するとともに後円部の柵を石製に変更。1864年（元治元年）には文久の修陵の一環として前方部正面に拝所を造成している。また、この時に墳丘西側で途切れていた一重濠と二重濠の間の堤を接続させる工事が行われ、一重濠と二重濠が切り離されている。翌、1865年（慶応元年）には朝廷より勅使が参向し、現在へとつながる管理体制となった。次第に管理が強化されていったが、幕末までは後円部墳頂などを除き、古墳に自由に出入りすることが可能であったという。また、当古墳所在地である大鳥郡舳松村と北隣の中筋村は大仙陵池から耕地へ灌漑用水を引いていた。

### 明治時代
1872年（明治5年）の前方部斜面の崩壊により埋葬施設が露出したことを受けて、堺県県令税所篤等による緊急発掘が行われた。この時の調査は、古川躬行（堺の菅原神社の神官・国語学者）の執筆、柏木政規（諸陵寮の役人）の作図による『壬申十月大仙陵より現れし石棺の考へ 同図録』とその添図『明治壬申五月七日和泉国大島郡仁徳天皇御陵南登り口地崩出現ノ石棺并石郭ノ図』および甲冑の図としてまとめられた。ただし、この記録は関東大震災により大半が焼失したため発掘の過程や程度などの細部をうかがい知ることはできない。

## 名称の変遷と混乱
形状を現す大山・大仙、被葬者を表す仁徳、これに続けるものに学術的な古墳、陵墓としての陵・天皇陵・御陵・帝陵と多数の組み合わせが生じ、混乱している。また、併記する場合も多いため、より多種にわたってしまっている。江戸時代の絵図等では「仁徳天皇陵」「大山陵」の表記が見られる。
主因は仁徳天皇の墓かどうかの論争にあり、1971年（昭和46年）以降「仁徳陵」の名称で呼ぶことが提唱された。しかし、これでは仁徳天皇の墓であることを否定したことにはならないため、1976年（昭和51年）以降、より学術的な遺跡の命名法に則り「大仙陵古墳」の使用が始まった。
宮内庁は仁徳天皇の墓に比定しており、地図上では「仁徳天皇陵」が採用されている（かつては「仁徳帝陵」を採用したものが多かった）。また、国民的にも（近畿地方、中でも地元大阪府では、大仙古墳よりも仁徳天皇陵のほうが広く認知されている）国際的にも定着した名称を重んずる意見も多数あり、学術用語としては流動的でいまだに確定しておらず、いずれもが正式名称として使用可能である。
現在では、堺市が町名に大仙を採用したことから（大仙町、1929年（昭和4年）より）、大山よりも大仙が定着している。また、仁徳御陵・仁徳帝陵よりも仁徳天皇陵が定着しているが、堺市民の間では単に御陵と呼ばれることが多く、駅（御陵前停留場）、道路（御陵通）、町名（御陵通、1933年（昭和8年）より）などの名称にもなっている。

## 現状

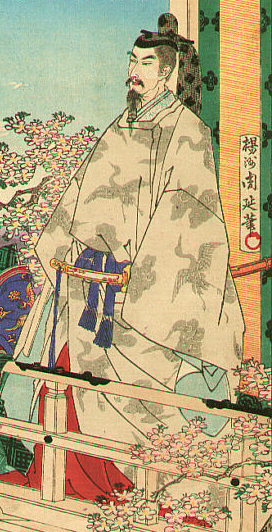
仁徳天皇
（楊洲周延画）

歴史の教科書に「世界最大級の墳墓」として掲載され、宮内庁管理のため陵域内への自由な出入りはできないが、堺市の主要な観光地となっている。最も墳丘に近づけるのは正面の拝所で、二重濠の外側堰堤まで立ち入ることができる。2000年（平成12年）には特別参拝として二重濠の内側堰堤まで立ち入りが許されたことがある。三重濠に沿って周遊路があり（1周約2,750メートル）、陵域を一周することもできる。
濠に棲むブラックバスやブルーギルを狙った釣り人のゴムボートによる無断立ち入りが昔から後を断たず、警備上の問題点とされている。
考古学上は仁徳天皇の陵であるとすることに否定的な見解が唱えられているが、築造時期が5世紀前半～中頃との見方が確定することによって、むしろ文献史学上で想定される仁徳天皇の活動時期に近づくとする見解もある。ただし、宮内庁が調査のための発掘を認めていない現状において、学術上ここが仁徳天皇陵であると確定することは不可能となっていることから、現在では、教科書などを含めて「大仙陵古墳」とされており、「仁徳天皇陵」は注記に「伝仁徳陵」となるに留まっている。
堺市内には、他にも2つの天皇陵（履中天皇陵、反正天皇陵）があるが、単に「御陵」と言った場合は仁徳天皇陵を指す。また、堺市の地区名や町名には、陵西・陵南・向陵（北東）など、この古墳からの方角にちなんで付けられたものがある。堺市役所高層館21階の展望ロビーからは、巨大な前方後円墳の全容を遠望することができる。
鬱蒼とした木々が茂り、多くの鳥や昆虫の楽園となっている。大仙公園とともに大阪みどりの百選に選定されている。現在の植生は、明治20年から3年かけて、墳丘を覆っていた笹を伐採し、松や杉、樫などの苗木19万本以上を植樹した結果である。この植樹は大正時代、明治神宮の森を造林する際のモデルとなった。
諸外国の陵墓と比較して、大仙陵古墳の調査が進まないのは、天皇陵は現在も続いている王朝の陵墓だからだと指摘されている。世界遺産の始皇帝陵やエジプトのピラミッドの被葬者の王朝は現在は途絶えており、発掘調査されている。日本の皇室は日本の建国から一貫して続いているとされており（万世一系）、たとえ古代の天皇陵であっても、現皇室の祖先の陵墓であり、現に天皇・皇族の参拝が行われている。それを発掘調査することは、王朝交替を経験していない日本にとって非常に抵抗の大きいものであるとする意見もある。
2018年10月15日、宮内庁は、同月下旬から堺市などと共同で大山陵古墳（仁徳天皇陵）を発掘すると発表した。古墳保存のための基礎調査だが、歴代天皇や皇族の陵墓を宮内庁が外部機関と共同で発掘するのは初めて。
同年11月22日、採掘調査中に埴輪や石敷きが発見された。

### 世界遺産登録への経緯
政令指定都市となった堺市では、大仙陵古墳を含む「百舌鳥古墳群」を、ユネスコの世界遺産に登録する計画が持ち上がった。しかし、大仙陵古墳は皇室用財産であり、登録条件である「当該国又は地方の法令による確実な保護管理を担保すること（日本では文化財保護法に基づく国宝や特別史跡、自然公園法に基づく国立公園など）」を満たしていない。この点については、宮内庁、文化庁、大阪府、堺市等関係機関が協議継続中である。
2008年9月26日、仁徳天皇陵を含む百舌鳥古墳群・古市古墳群が世界遺産の国内暫定リストに追加された。
2019年（令和元年）5月14日、ユネスコの諮問機関「イコモス」は、前年9月に行った現地調査などの結果、世界遺産への「登録が適当」とする勧告をまとめた。
2019年7月6日、ユネスコは第43回世界遺産委員会において、日本が推薦する大阪府堺市の仁徳天皇陵古墳を含む「百舌鳥・古市古墳群」を世界文化遺産として登録することを決定した。令和最初であり、大阪府下でも初の世界遺産登録となる。

## 他の墳墓との比較
堺市文化観光局や公益社団法人堺観光コンベンション協会観光ガイドなどでは、大仙陵古墳をクフ王ピラミッドや秦の始皇帝墓陵にならぶ「世界三大墳墓」としている。しかし、これらは何を基準に「三大」としているのか不明確である。たとえば体積では、大仙古墳は水面上では164万m³で、始皇帝墓（300万m³以上）やクフ王ピラミッド（260万m³）をはるかに下回り、カフラー王のピラミッド（220万m³）や赤いピラミッド（169万m³）にも及ばない。しかし、宮内庁の三次元調査で、ヘドロの底までの墳丘525.1mの体積は210万m³でクフ王のピラミッドや秦の始皇帝陵に迫り、8メートルも堆積しているヘドロの底の墳丘は600m前後あると考えられる。体積は300万立方メートルを超えて秦の始皇帝陵を抜き体積も世界最大になる可能性がある。高さはヘドロ8mからでも47.8mになり外国の古墳には及ばない。一方で墳丘長は長く、墳丘基底部の面積はクフ王ピラミッド（約52,900m²）を大きく上回り、始皇帝陵（約122,500m²）と同程度となる。

## 交通アクセス
- JR阪和線百舌鳥駅 徒歩4分 (前方部拝所までの時間)
- JR阪和線・南海高野線 三国ヶ丘駅から徒歩3分 (後円部の淵までの時間)